# Попова, Александра Васильевна (Герой Социалистического Труда)
Александра Васильевна Попова (23 августа 1923, Орловская область — 15 марта 2011, Лыткарино) — передовик советского сельского хозяйства, звеньевая подсобного хозяйства «Петровское» Ухтомского района Московской области, Герой Социалистического Труда (1954).

## Биография
Родилась в 1923 году на территории нынешней Орловской области в семье русского крестьянина. В конце 1930-х годов начала свою трудовую деятельность. Работала в подсобном хозяйстве животноводческого совхоза «Петровское». Возглавляемое ею звено выращивала свёклу и другие мягкие корма для совхозного поголовья. В 1952 году её звено получило высокий урожай кормовой свёклы — 800 центнеров с гектара на площади 3,5 гектара.
За получение высоких урожаев кормовой свёклы в 1952 году, Указом Президиума Верховного Совета СССР от 13 июля 1954 года Александре Васильевне Поповой было присвоено звание Героя Социалистического Труда с вручением ордена Ленина и золотой медали «Серп и Молот».
Продолжала трудовую деятельность в данном хозяйстве, получала высокие урожаи кормовых культур.
Проживала в посёлке Лыткарино Ухтомского района Московской области. Умерла 15 марта 2011 года.

## Награды
За трудовые успехи удостоена:
- золотая звезда «Серп и Молот» (13.07.1954),
- орден Ленина (13.07.1954),
- Медаль «За трудовое отличие» (02.10.1950),
- другие медали.